# 손열음
손열음(한국 한자: 孫烈音, 영어: Yeol Eum Son 1986년 5월 2일 ~ )은 대한민국의 피아니스트이다. 2011년 제 14회 차이콥스키 국제 피아노 콩쿠르에서 준우승과 함께 모차르트 협주곡 최고연주상, 콩쿠르 위촉작품 최고연주상을 받았다.

## 생애
손열음은 1986년 5월 2일 생으로 초등학교 5학년이던 1997년 차이콥스키 국제 콩쿠르에서 최연소 2위 입상한 것이 계기가 되어 이듬해인 1998년 7월, 금호문화재단이 영재 발굴 및 지원 프로그램으로 시작한 금호영재콘서트에 첫 주자로 발탁되면서 음악계에 데뷔하였다. 이후 1999년 오벌린 국제 콩쿠르, 2000년 에틀링엔 국제 콩쿠르, 2002년 베르첼리 비오티 국제 콩쿠르에서 모두 최연소로 우승하였고, 2005년 텔아비브에서 열린 루빈스타인 국제 피아노 콩쿠르에서 3위를 수상하며 국내외 음악팬들의 관심을 한 몸에 받았다. 특히 2009년에는 반클라이번 국제 피아노 콩쿠르에서 준우승과 최우수 실내악 연주상을 차지하며 본격적인 주목을 받기 시작했다.
발레리 게르기예프, 로린 마젤, 로렌스 포스터, 드미트리 키타옌코, 유리 바슈멧, 제임스 콘론, 카렐 마크 시숑, 네빌 마리너, 정명훈 등의 지휘로 뉴욕 필하모닉, 로테르담 필하모닉, 이스라엘 필하모닉, 체코 필하모닉, 도쿄 필하모닉, 도이치 라디오 필하모니, NDR라디오필하모니, NHK 심포니, 시애틀 심포니, 예루살렘 심포니, 스베틀라노프 심포니, 아카데미 오브 세인트 마틴 인 더 필즈, 마린스키 극장 오케스트라 등 세계 정상급의 오케스트라와 협연 무대를 가졌으며, 독일 라인가우 페스티벌, 바트 키싱엔 페스티벌, 프랑스 브장송 페스티벌, 폴란드 베토벤 부활절 페스티벌, 스웨덴 발틱시 페스티벌, 슬로베니아 류블리아나 페스티벌, 미국 포틀랜드 피아노 인터내셔널 등에 초청되어 연주하였다.
또한 서울시향, KBS교향악단, 코리안심포니 오케스트라 및 부천, 수원, 대전, 부산, 울산, 광주, 원주시향 등 국내의 모든 주요 교향악단들과 협연하였고 2007년 뉴욕 UN 총회장에서 열린 반기문 UN 사무총장 취임 축하 연주, 2012년 한국-오스트리아 수교 120주년을 기념한 오스트리아 대통령궁 음악회에서 연주, 2013년 박근혜 대통령의 방미 일정에 동참하여 한미 동맹 60주년 기념 만찬에서 연주하는 등 대한민국의 문화사절로도 활발한 활동을 펼쳐왔다. 제1회 ‘금호음악인상’, ‘난파음악상’, 문화체육관광부의 ‘오늘의 젊은 예술가상’을 수상하고 동아일보의 ‘한국을 빛낼 100인’에 3년 연속 선정되어 명예의 전당에 오르는 등 명실상부한 대한민국의 대표 피아니스트로 자리매김했다.
2004년 10월 데뷔음반으로 발매한 ‘쇼팽의 에튀드 전곡집’과 2008년 12월 발매된 ‘쇼팽의 피아노와 현을 위한 녹턴’ 음반이 유니버설 레이블로 출시되어 있고 2009년 ‘반클라이번 콩쿠르’에서 연주한 실황 음원들은 이듬해 아르모니아 문디 레이블에서 발매하였다. 2012년 7월에는 한국의 독립음반사인 오뉴월뮤직에서 발매한 ‘피아노’ 음반은 국내 기술 최초의 멀티채널 SACD로 제작되었다. 그리고 2016년, 근대 음악을 담은 ‘모던 타임즈’ 음반을 DECCA 레이블로 발매하였다.
중앙일보의 주말에디션인 중앙선데이의 최연소 고정 칼럼니스트로도 활동했던 그녀는 지난 5년간 기고해 온 칼럼들을 모아 2015년 5월, 첫 에세이집 <하노버에서 온 음악편지>를 출간하기도 했다. 또한 고향인 강원도 원주시와 한국을 대표하는 공연장인 예술의전당의 홍보대사로도 활약 중이다. 2016년, 평창대관령음악제의 부예술감독으로 위촉되어 정명화, 정경화 예술감독과 함께 대한민국을 대표하는 클래식 음악 축제를 기획했고, 현재는 평창대관령음악제의 예술감독으로 음악축제를 총지휘하고 있다. 한국예술종합학교에서 김대진 교수와 수학하였고, 현재 독일 하노버 국립음대에서 아리에 바르디 교수를 사사하고 있다.
MBC TV의 클래식 음악프로그램인 TV 예술무대의 2018년 7월 14일부터 손열음 씨가 진행자로 다양한 클래식 공연을 시청자들에게 소개하고 있다. 또한, 2018년 부조니 피아노 콩쿨에서 예선 심사위원장으로 선임되어 신인 음악가를 발굴하는 역할도 수행하였다.
2025년 6월 29일, 피아니스트 손열음은 벨기에 브뤼셀 플라제홀에서 라벨의 ‘왼손을 위한 피아노 협주곡’을 연주하였다. 이 협연은 벨기에 공영방송 RTBF가 주관하는 ‘뮤직트로아(Musiq3)’ 음악 축제의 폐막 공연으로, 지휘자 리오 쿠오크만이 이끄는 브뤼셀 필하모닉과 함께 무대에 올랐다. 손열음은 이 곡을 연주하며 오른손의 물리적 도움 없이 완전히 왼손만으로 연주를 소화하였으며, 일부 피아니스트들이 균형 유지를 위해 사용하는 오른손의 지탱 동작조차 배제하고 페달조작 역시 왼발로만 진행하였다.
해당 협주곡은 제1차 세계대전 중 오른팔을 잃은 오스트리아 피아니스트 파울 비트겐슈타인을 위해 프랑스 작곡가 모리스 라벨이 작곡한 작품으로, 한 손으로 연주하기에는 고도의 기교와 체력을 요구하는 것으로 평가받는다. 손열음은 이 곡에 대해 “지나치게 어렵고, 소리의 볼륨까지 감당하기 힘들다”고 고백하면서도 연습과 공연을 통해 곡에 대한 깊은 애정을 드러냈다. 그녀는 악보의 형식이 두 손 연주를 전제로 한 양단 악보로 되어 있는 점, 그리고 라벨이 해당 작품에서 오케스트라 사운드와 대등한 볼륨을 한 손으로 구현하도록 요구한 점 등을 들어 “이는 정확한 기교보다는 상징적 메시지에 가까운 것”이라는 해석을 제시하였다.

## 학력
- 평원초등학교 (졸업)
- 원주여자중학교 (졸업)
- 한국예술종합학교 음악원 피아노과 예술사 (졸업)
- 하노버 음악연극미디어대학교 대학원 피아노과 (졸업)

## 수상내역
- 1997년 《차이콥스키 청소년 국제 콩쿠르》 최연소 2위(1위 없음)
- 1999년 《오벌린 국제 콩쿨》 최연소 1위
- 1999년 《대한민국 장한청소년 문화적 감성 부문 대상》
- 2000년 《Urtext 특별상》
- 2000년 《이화경향음악콩쿠르》1위
- 2001년 《독일 에틀링겐 국제 피아노 콩쿨》 최연소 1위
- 2002년 《이탈리아 비오티 국제 콩쿨》 최연소 1위
- 2003년 《한국음악협회 한국음악상 신인상》
- 2004년 《금호아시아나문화재단 제1회 금호음악인상》 금호음악인상
- 2005년 《루빈스타인 국제 피아노 콩쿨》 3위
- 2009년 《반 클라이번 국제 피아노 콩쿨》 2위[2]
- 2011년 《제14회 차이콥스키 국제 콩쿠르》2위[3]
- 2011년 《제14회 차이콥스키 국제 콩쿠르》 모차르트 협주곡 최고연주자상

## 음반
- 2004년 《쇼팽 에튀드》 (유니버설 뮤직)
- 2008년 《쇼팽 녹턴》 (유니버설 뮤직)
- 2009년 《제13회 반 클라이번 국제 피아노 콩쿨: 은메달리스트 손열음》 (아르모니아 문디)
- 2012년 《피아노》 (오뉴월 뮤직)
- 2016년 《모던 타임즈》 (유니버설 뮤직)
- 2018년 《모차르트》 (오닉스 인터내셔널 레이블)
- 2020년 《슈만》 (오닉스 인터내셔널 레이블)
- 2021년 《카푸스틴》 (오닉스 인터내셔널 레이블)
- 2023년 《모차르트 피아노 소나타 전집》 (Naive 레이블)

## 방송
- 2018년 ~ 2022년 MBC TV예술무대
- 2020년 MBC 놀면 뭐하니? (유케스트라, 터키 행진곡)